# Ouro Verde
Ouro Verde là một đô thị thuộc bang Santa Catarina, Brasil. Đô thị này có diện tích 189,27 km², dân số năm 2007 là 2152 người, mật độ 10,9 người/km².